# 부즈
부즈(몽골어: бууз)는 몽골의 고기 소를 넣은 피 음식이다. 한국의 찐만두와 비슷하다. 몽골의 국민 음식 가운데 하나로 여겨진다.

## 이름
몽골어 보즈 (бууз, ᠪᠤᠤᠽ)의 어원은 중국어 "바오쯔(包子, bāozi)"이다.

## 만들기
다진 고기(주로 양고기)에 양파, 마늘 등 향신채 다진 것, 캐러웨이 씨, 후추 등 향신료, 소금 등을 넣어 만든 소를 밀가루 반죽을 밀어 펴 만든 피에 싸서 큰 찜솥에 쪄 만든다.

## 같이 보기
- 반시
- [호쇼르]
- 소를 넣은 음식 목록